# Кефферхаузен
Кефферхаузен (нем. Kefferhausen) — община в Германии, в земле Тюрингия. 
Входит в состав района Айхсфельд. Подчиняется управлению Дингельштедт.  Население составляет 778 человек (на 31 декабря 2010 года). Занимает площадь 10,39 км².